# Şekerpare

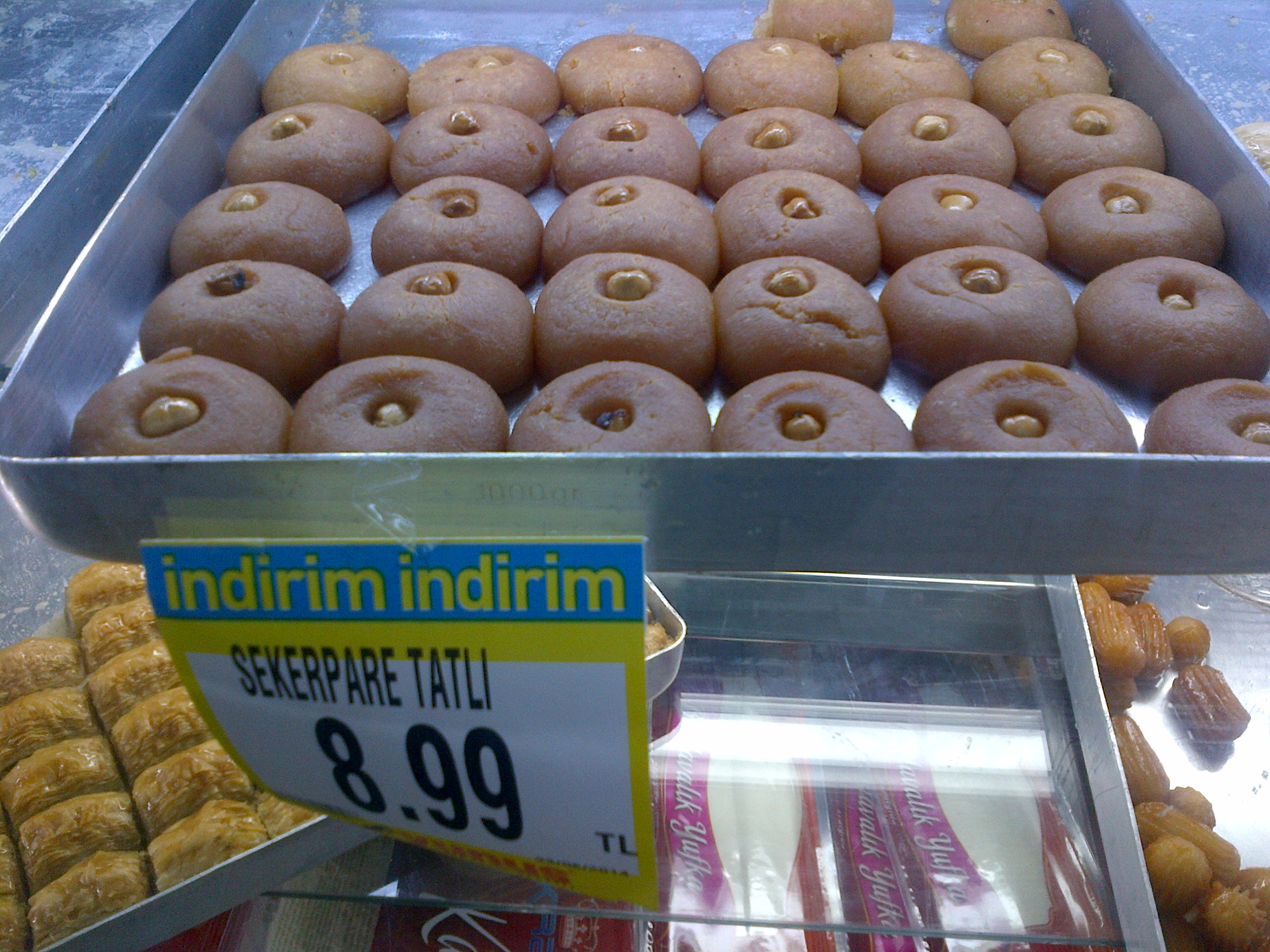
Una safata de şekerpares a l'aparador d'una dolceria turca

Els şekerpares són unes postres de pasta i xarop de la cuina turca. El şekerpare té una forma rodona i damunt sempre porta una avellana.